# Hội chứng bong vảy da do tụ cầu
Hội chứng bong vảy da do tụ cầu (SSSS), còn được gọi là pemphigus ở trẻ sơ sinh hoặc bệnh Ritter, hay chốc bọng nước tại chỗ là một bệnh da liễu gây ra bởi tụ cầu vàng.

## Triệu chứng lâm sàng
Bệnh biểu hiện phổ biến bởi sự hình thành của các bọng nước chứa đầy chất lỏng với thành mỏng và dễ bị vỡ và các bệnh nhân có thể có dấu hiệu Nikolsky. Bệnh Ritter Ở trẻ sơ sinh là thể nghiêm trọng nhất của SSSS với các dấu hiệu và triệu chứng tương tự. SSSS thường bao gồm dát đỏ đau trên diện rộng, thường liên quan đến mặt, vùng đeo tã lót và các vùng nếp gấp. Bong da trên diện rộng cũng có thể xuất hiện. Vảy tiết quanh miệng làm mộc và nứt xuất hiện ở giai đoạn đầu. Không giống như hoại tử biểu bì nhiễm độc, SSSS không ảnh hưởng đến lớp nhày. Bệnh phổ biến nhất ở trẻ em dưới 6 tuổi, nhưng có thể xuấy hiện ở những người trưởng thành đang bị suy giảm miễn dịch hoặc suy thận.

## Chẩn đoán
Chẩn đoán SSSS dựa trên lâm sàng. Bệnh được chẩn đoán xác định dựa vào phân lập được S. aureus từ máu, niêm mạc, hay sinh thiết da tuy nhiên, các xét nghiệp này thường âm tính. Sinh thiết da có thể cho thấy hiện tượng tách các lớp bề mặt của thượng bì (tách trong thượng bì) chẩn đoán phân biệt SSSS với TEN, trong đó sự bong tách xảy ra ở chỗ tiếp nối giữa hạ bì-thượng bì (bong dưới thượng bì). SSSS có thể gây nhầm lẫn với hoại tử thượng bì nhiễm độc và vảy nến thể mủ.

## Tiên lượng
Tiên lượng của SSSS ở trẻ em là tốt, có thể hồi phục hoàn toàn trong vòng 10 ngày điều trị, và không để lại sẹo. Tuy nhiên, SSSS phải được phân biệt cẩn thận với hoạt tử thượng bì nhiễm độc, với tiên lượng xấu. Tiên lượng bệnh ở người lớn nói chung là xấu hơn nhiều, và phụ thuộc vào yếu tố khác nhau như thời gian điều trị, miễn dịch, và bệnh đồng nhiễm.